# Wereldkampioenschap dammen 2022 (match)
De match om het wereldkampioenschap dammen 2022 werd van 5 tot en met 20 januari 2022 gespeeld in Eindhoven tussen de winnaar van het vorige WK, Aleksandr Schwarzman, en uitdager Roel Boomstra die de match won door 3 partijen te winnen. 
Oorspronkelijk zou de match in 2020 gespeeld worden tussen de winnaar van het wereldkampioenschap 2019, Aleksandr Georgiejev, en Boomstra. De match werd echter meerdere malen uitgesteld en uiteindelijk afgesteld vanwege de coronapandemie en het terugtrekken van Georgiejev. Een match tussen Boomstra en de nummer twee van het WK 2019, Pan Yiming, werd overwogen maar ook afgesteld vanwege het coronavirus.

## Regels
De match kende dezelfde opzet als in het WK 2018/19. 
De speler die na twaalf partijen de meeste punten heeft behaald, wint. Deze speler moet echter wel minstens drie partijen hebben gewonnen. Als op 12 januari de tussenstand 6–6 was als gevolg van 6 remises, zou er een tiebreak worden gespeeld. Als na twaalf partijen geen van de spelers minstens drie overwinningen had behaald, zou een barrage worden gespeeld.
De tiebreak en barrages kenden de volgende opzet. 
Allereerst worden er maximaal 3 rapidpartijen gespeeld met een speeltempo van 20 minuten per partij + 10 seconden per zet. Mocht er geen beslissing zijn gevallen, dan worden er maximaal 3 blitzpartijen gespeeld met een tempo van 10 minuten per partij + 5 seconden per zet. Mocht er nog steeds geen beslissing zijn gevallen, worden er micromatches gespeeld, waarbij het tempo 10 minuten per micromatch + 2 seconden per zet is. Bij een micromatch wordt er bij een remise een nieuwe partij gespeeld, maar de klok wordt niet gereset. 

## Eindstand
De volgende tabel geeft de eindstand van de reguliere partijen van de match weer.
| Rang | Land | Naam                 | 1 | 2 | 3 | 4 | 5 | 6 | 7 | 8 | 9 | 10 | 11 | 12 | punten |
| ---- | ---- | -------------------- | - | - | - | - | - | - | - | - | - | -- | -- | -- | ------ |
| 1    | NED  | Roel Boomstra        | 1 | 1 | 1 | 1 | 1 | 1 | 1 | 2 | 1 | 1  | 1  | 1  | 13     |
| 2    | RUS  | Aleksandr Schwarzman | 1 | 1 | 1 | 1 | 1 | 1 | 1 | 0 | 1 | 1  | 1  | 1  | 11     |

### Uitslag tiebreak
De volgende tabel geeft de uitslagen van de verschillende partijen van de tiebreak weer, die op 12 januari werden gespeeld. 
R1, R2 en R3 staan voor de eerste, tweede en derde rapidpartij. 
B1, B2 en B3 staan voor de eerste, tweede en derde blitzpartij. 
M staat voor micromatch.
| Rang | Land | Naam                 | R1 | R2 | R3 | B1 | B2 | B3 | M | uitslag |
| ---- | ---- | -------------------- | -- | -- | -- | -- | -- | -- | - | ------- |
| 1    | NED  | Roel Boomstra        | 1  | 1  | 1  | 1  | 1  | 1  | 2 | 2       |
| 2    | RUS  | Aleksandr Schwarzman | 1  | 1  | 1  | 1  | 1  | 1  | 0 | 0       |

### Uitslag barrage
De volgende tabel geeft de uitslagen van de verschillende partijen van de barrage weer, die op 20 januari werd gespeeld.
R1, R2 en R3 staan voor de eerste, tweede en derde rapidpartij. 
B1, B2 en B3 staan voor de eerste, tweede en derde blitzpartij en M voor micromatch die niet gespeeld zijn omdat Boomstra al 3x had gewonnen. 
| Rang | Land | Naam                 | R1 | R2 | R3 | B1 | B2 | B3 | M | uitslag |
| ---- | ---- | -------------------- | -- | -- | -- | -- | -- | -- | - | ------- |
| 1    | NED  | Roel Boomstra        | 1  | 1  | 2  |    |    |    |   | 3       |
| 2    | RUS  | Aleksandr Schwarzman | 1  | 1  | 0  |    |    |    |   | 0       |

Toernooi:
1912 · 
1925 · 
1928 · 
1931 · 
1948 · 
1952 · 
1956 · 
1960 · 
1964 · 
1968 · 
1972 · 
1976 · 
1978/79 · 
1980 · 
1982 · 
1983 · 
1984 · 
1986 · 
1988 · 
1990 · 
1992 · 
1994 · 
1996/97 · 
2001 · 
2003 · 
2005 · 
2007 · 
2009 · 
2011 ·
2013 ·
2015 ·
2017 ·
2019 ·
2021 ·
2023 ·
2025

Match:
1932 · 
1933 · 
1934 · 
1936 · 
1936 · 
1937 · 
1938 · 
1945 · 
1947 · 
1951 · 
1954 · 
1958 · 
1959 · 
1961 · 
1965 · 
1968 · 
1969 · 
1972 · 
1973 · 
1974/75 · 
1979 · 
1981 · 
1983 · 
1984 · 
1985 · 
1987 · 
1990 · 
1991 · 
1993/94 · 
1996 · 
1998 · 
2003 · 
2004 · 
2006 · 
2009 ·
2013 ·
2015 ·
2016 ·
2018/19 ·
2022 ·
2024